# Đội tuyển Fed Cup Algérie
Đội tuyển Fed Cup Algérie đại diện Algérie ở giải đấu quần vợt Fed Cup và được quản lý bởi Liên đoàn Quần vợt Algérie.  Đội hiện tại thi đấu ở Nhóm III khu vực Âu/Phi.

## Lịch sử
Algérie tham gia kì Fed Cup đầu tiên vào năm 1997.  Thành tích tốt nhất của họ là xếp thứ 3 ở Nhóm II các năm 2001 và 2002.